# Francis Beverley Biddle
Francis Beverley Biddle (Parigi, 9 maggio 1886 – Wellfleet, 4 ottobre 1968) è stato un politico e avvocato statunitense.

## Biografia

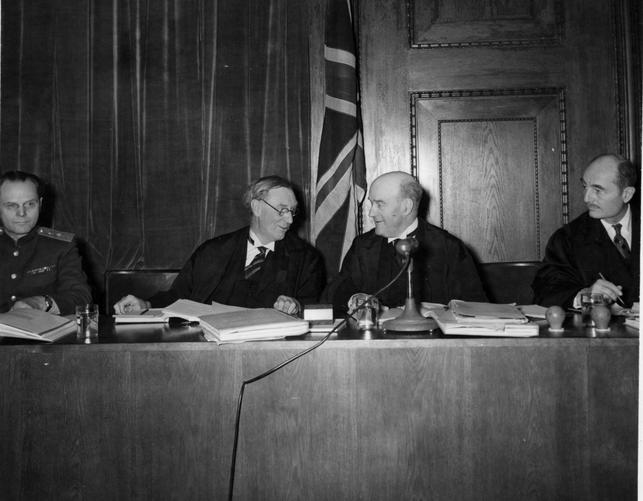
Giudici di Norimberga, da sinistra verso destra: Iona Nikitchenko, Norman Birkett, Geoffrey Lawrence e Francis Biddle

Proveniva da una numerosa famiglia (Algernon Biddle, professore presso l'università di Pennsylvania ebbe 4 figli). Poteva contare su illustri parenti: discendente di Edmund Randolph, e parente alla lontana di James Madison. Studiò al Groton School, continuando il suo percorso all'università di Harvard e all'Harvard Law School. Fra i numerosi incarichi svolti quello di direttore del reparto di Immigration and Naturalization Service presso il dipartimento di giustizia nel 1940, e presidente del National Labor Relations Board dal 1934 al 1935.
Avvocato generale degli Stati Uniti d'America dal gennaio 1940 al settembre 1941, divenne il 59º procuratore generale degli Stati Uniti (1941 - 1945) sotto i Presidenti Franklin Delano Roosevelt e Harry Truman. Fu nominato dal presidente Truman a far parte del Tribunale Internazionale che giudicò i criminali di guerra a Norimberga. La sua fama di giudice sereno e preciso lo candidò per lungo tempo alla carica di presidente del tribunale, appoggiato anche dai giudici russi, ma Biddle preferì votare per il magistrato inglese Geoffrey Frederick Lawrence. A Norimberga Biddle fu uno dei giudici più appassionati e solleciti, meritandosi la stima del collega inglese Norman Birkett, dell'americano Parker, dei francesi Henri Donnedieu de Vabres e Falco, dei sovietici Nikitcenko e Volkov. Della sua esperienza di giudice a Norimberga, Biddle ha scritto il volume In brief authority.
Sposò la poetessa Katherine Garrison Chapin dalla quale ebbe due figli: Edmund Randolph Biddle e Garrison Chapin.